# 志村東吾
志村 東吾（しむら とうご、1969年5月7日 - ）は、東京都出身の俳優。身長は178cm、血液型はO型。旧芸名は石坂 誠隆。夏木プロダクション、JAEプロモーション・オフィス井上を経て、中野笑店に所属していた。

## 出演

### テレビドラマ
1990年
- スクール・ウォーズ2 - 北田透 役（石坂誠隆 名義）

1992年
- せんりつ誘拐される、主水どうする? 江戸政界の黒幕と対決!純金のカラクリ座敷 - 亀蔵（クレジットでは亀吉）役
- 往診ドクター事件カルテ 第9話 アイドル女優の妊娠（12月8日）- 俊作 役
- 東芝日曜劇場 ドキュメンタリードラマ 父の鎮魂歌 - 海軍主計大尉・小泉信吉 役

1993年
- はだかの刑事 第11話「腰抜けデカの逆襲」（3月19日）- ゲスト
- 法医学教室の事件ファイル 2 第10話「血痕と凶器の謎!? 女医の対決」
- 阪急ドラマシリーズときめき時代（折原みと原作）

1994年
- ドラマ新銀河つばさ - 神谷隼人 役
- 東芝日曜劇場 お兄ちゃんの選択 - 小暮泉 役
- 暴れん坊将軍VI第5話「頑張れ!江戸っ子若君」- 平太郎役
- 銭形平次第4シリーズ 第7話「鏡の向う側」- 三吉役

1995年
- NHK大河ドラマ八代将軍吉宗 - 田沼専左衛門 役
- 味いちもんめ第1シリーズ - 谷沢誠 役
- 私、味方です第8回「兄弟仁義」（3月2日）
- 夏!デパート物語（7月 - 9月）- 三田肇 役

1996年
- 火曜サスペンス劇場「弁護士・朝日岳之助 7 逆転証人」 - 遊園地の整備係・川村泰彦 役
- 味いちもんめII・京都編 第2話 - 谷沢誠 役
- 金曜時代劇 夢暦 長崎奉行
- はみだし刑事情熱系 1 - 8（ - 2004年迄）- 巡査・工藤丈彦 役

1997年
- '97新春ドラマスペシャル 味いちもんめ（1月2日）- 谷沢誠 役

1998年
- '98新春ドラマスペシャル 味いちもんめ（1月2日）- 谷沢誠 役
- 青の時代 - 弁護士・垣野 役
- 金曜エンタテイメント「山村美紗サスペンス 赤い霊柩車シリーズ9 大江山鬼伝説殺人事件」

1999年
- はるちゃん3
- 隠密奉行朝比奈 2 第5話「伊予松山 姫さまと無理心中」 - 真太郎 役
- 土曜ワイド劇場 事件記者冴子の殺人スクープ第1作 - 建築家・栗林孝幸 役

2000年
- 昼の連続テレビドラマ 女同士（東海テレビ制作）- 加納正人 役
- 月曜ミステリー劇場 おばさん会長・紫の犯罪清掃日記! 1「ゴミを笑う者はゴミに泣く」- 大池仁 役

2001年
- 愛の劇場 ラブ&ファイト - 高杉研三 役

2003年
- 月曜ミステリー劇場「棟居刑事2 高層の死角」- よつば銀行 会長秘書・有坂冬樹 役

2004年
- 火曜サスペンス劇場 警部補 佃次郎18「母のこころ」- 山下進 役
- 月曜ミステリー劇場 血痕 警科研・湯川愛子の鑑定ファイル1「松本の一家惨殺事件!」- 松本東警察署・沢井俊夫 役
- 「森村誠一の終着駅シリーズ17 霧笛の余韻」- 白沢幸樹 役
- 忠臣蔵 - 前原伊助 役

2005年
- 土曜ワイド劇場「火災調査官・紅蓮次郎5 燃える雪と燃えない死体!」- 保険会社調査員・矢吹隆 役
- 土曜ワイド劇場 殺人被害者の妻（11月26日）- ラーメン屋・新庄義明役
- 女と愛とミステリー 信濃のコロンボ事件ファイル7「見知らぬ鍵」- 大都銀行八重洲支店 行員・臼井敏男 役
- 冬の輪舞 - 佐藤哲也役
- 名探偵赤冨士鷹 第二夜「愛しのサンドリヨン」

2007年
- 遠山の金さん第7話「殺人を依頼した女!? 非情な盗賊団のワナと哀しい恋心…」 - 栄太郎 役
- 金曜プレステージ 浅見光彦シリーズ26「『紅藍の女』殺人事件」 - 飯塚刑事 役
- 土曜ワイド劇場 西村京太郎トラベルミステリー48「みちのく殺意の旅」- 喫茶店店主・阿部豊 役
- 素浪人 月影兵庫 第6話 - 弥助 役

2008年
- 天と地と（1月6日）- 新発田掃部介 役
- 新・京都迷宮案内 5 第7話「消えた連続放火犯！狙われたお惣菜屋の秘密!!」- 惣菜店「葉月」現店主・入江俊之 役
- 鞍馬天狗 第7話・第8話 - 磯村元信 役
- 土曜ワイド劇場「女刑事ふたり 2 赤い月連続殺人!!死者に狙われる美しい目撃者…」- 警視庁外苑警察署刑事課・木下正志 役
- 警視庁捜査一課9係 Season3 第7話「割れないガラス」- インテリアショップ「シャーレック」社長・岩城譲 役
- 金曜プレステージ 浅見光彦シリーズ 32「箱庭」（9月19日）- 山口県警 岩国警察署・依田 役
- ドラマスペシャル柳生一族の陰謀（9月28日）- 柳生左門 役
- NHK大河ドラマ篤姫 - 松平容保　役

2009年
- 正月時代劇SP 陽炎の辻〜居眠り磐音 江戸双紙〜 「夢の通い路」（1月3日） - 目付・樋口精兵衛 役
- 土曜ワイド劇場「西村京太郎トラベルミステリー 51 つり合わない乗車券を買う死体!」- 伊藤弁護士 役
- 日本史サスペンス劇場特別企画『東大落城』
- 金曜プレステージ「津軽海峡ミステリー航路 8 厳寒の青森〜函館殺人海道」‐ 監察医・坂井裕幸 役
- リセット 第2話
- 土曜ワイド劇場「検事・朝日奈耀子 7 生きたまま死後硬直!?“4回殺された男”」（12月5日）‐ 菅崎祐介 役
- かりゆし先生ちばる!（9月）
- 月曜ゴールデン「十津川警部シリーズ 42 九州ひなの国殺人ルート」（9月28日）- 支配人 役
- 土曜ワイド劇場 温泉 (秘) 大作戦 8「 鳴門のうず潮に引き裂かれた夫婦愛!」（12月5日）- ブルーリゾート 社員・小杉健一 役

2010年
- 朝の連続テレビ小説 ゲゲゲの女房（6月）- 大竹の仲間 役
- NHK大河ドラマ 龍馬伝（9月19日・26日）
- 金曜プレステージ 内田康夫ミステリー・湯布院殺人事件 - 刑事 役
- 相棒 season 9 第9話「予兆」（12月15日）- 警視庁警務部・藤崎俊孝 役

2011年
- 2011新春ドラマスペシャル 味いちもんめ（1月8日）- 谷沢誠 役
- NHK大河ドラマ 江〜姫たちの戦国〜（2月27日・3月6日）- 柴田家の家臣 役
- BS時代劇 新選組血風録 第9話（5月）- 中村半次郎 役
- 土曜ワイド劇場 救急救命士・牧田さおり8（8月27日）- 橋本由紀夫 役
- 浅見光彦シリーズ41 - 宮本刑事
- 水戸黄門第43部 第13話「冴えない男の恩返し -松坂-」（10月17日）- 銀六 役
- 科捜研の女 第11シリーズ 第3話（11月3日）- 山岸史朗 役

2012年
- 贖罪 第2話（1月15日、WOWOW）
- BS時代劇 陽だまりの樹 第8話・第10回 （5月25日・6月15日）- 勝麟太郎 役
- 金曜プレステージ 浅見光彦シリーズ 45「志摩半島殺人事件」（7月20日）- 刑事・竹林 役
- 捜査地図の女 第4話「京都の白馬が暴く300秒の殺人トリック!」（11月15日）- 落陽ライディングパーク 厩務員・榎木武弘 役
- 月曜ゴールデン「警視庁機動捜査隊216 3 命の値段」（12月24日）- 元 派遣工・長谷川徹 役

2013年
- NHK大河ドラマ 八重の桜 - 内藤介右衛門 役
- 水曜ミステリー9 女三代 如月法律事務所 2「もう一つの真実」（2月6日）- 老舗料亭「立木」経営者・立木修司 役
- 土曜ワイド劇場 2013ドラマスペシャル 味いちもんめ（5月11日）- 谷沢誠 役
- 月曜ゴールデン 家庭教師が解く! 〜殺人方程式の推理ドリル〜（5月20日）- 松尾剛 役

2014年
- 鉄道捜査官14（2014年）- 柳沼真治 役
- 木曜時代劇 鼠、江戸を疾る 第6話（2月27日）- 岸谷 役
- 月曜ゴールデン 十津川警部シリーズ53 「伊豆・踊り子号殺人ルート〜消えた一億円の謎〜」（10月20日）- 小泉志郎 役

2015年
- DOCTORS3 最強の名医 第3話（1月22日）- 堀口弘和 役
- 松本清張ミステリー時代劇 第2話「七種粥」（4月14日）- 人足・丑六 役
- ドS刑事（日本テレビ､土曜ドラマ）

2016年
- 水曜ミステリー 9刑事吉永誠一 涙の事件簿 13「湖で拾った女」（1月6日）- 小田原西警察署刑事 役
- 相棒 Season14 第13話「伊丹刑事の失職」（1月27日）- 「ラックスツアーズ」社長・峰岸圭一 役

2017年
- 水曜ミステリー9 特命おばさん検事! 花村絢乃の事件ファイル 5（1月11日）- 特捜部検事 役
- NHK大河ドラマ おんな城主 直虎
- 月曜名作劇場 十津川警部シリーズ （内藤剛志版）3「伊豆踊り子号殺人迷路」- 矢原警部 役

2018年
- 風の市兵衛第3部「帰り船」- 五代三郎太 役

2019年
- 記憶捜査〜新宿東署事件ファイル〜1（1月18日）- 31年前の殺人犯・塚串治臣 役
- 小京都連続殺人事件4「宮崎日南・伝説鍋の食材推理」（2月9日）‐ 日南中央警察署 刑事・古沢元春 役

### 映画
- 打鐘（ジャン）（1993年）
- 人間交差点 不良（ヒューマンスクランブル）- 主演・加納修司 役
- けんか屋 伝説の裏ケンカ師!無敗伝説（1994年）- 本条 役
- ミッドナイトストリート／ミッドナイトストリート2 湾岸ドリフト族（1995年）
- 双頭の悪魔 犯人はお前だ／真犯人は誰だ（1995年）
- THE WINDS OF GOD（1995年）- 米谷少尉 役
- 女子高生物語 淫らな果実（1997年）- 主演
- シナリオライター★松本マリコの課題（2005年）
- 県庁の星（2006年）- 高橋陽平 役
- MAZE マゼ 〜南風〜（2006年）
- 蒼き狼 〜地果て海尽きるまで〜（2007年）- ムンリク 役
- 釣りキチ三平（2009年）- 竹田 役
- BOX 袴田事件 命とは（2010年）- 大久保検事 役
- ファイナル・ジャッジメント（2012年）- 本橋国男 役